# Vereenigde Nederlandsche Scheepvaart Maatschappij Z-Klasse

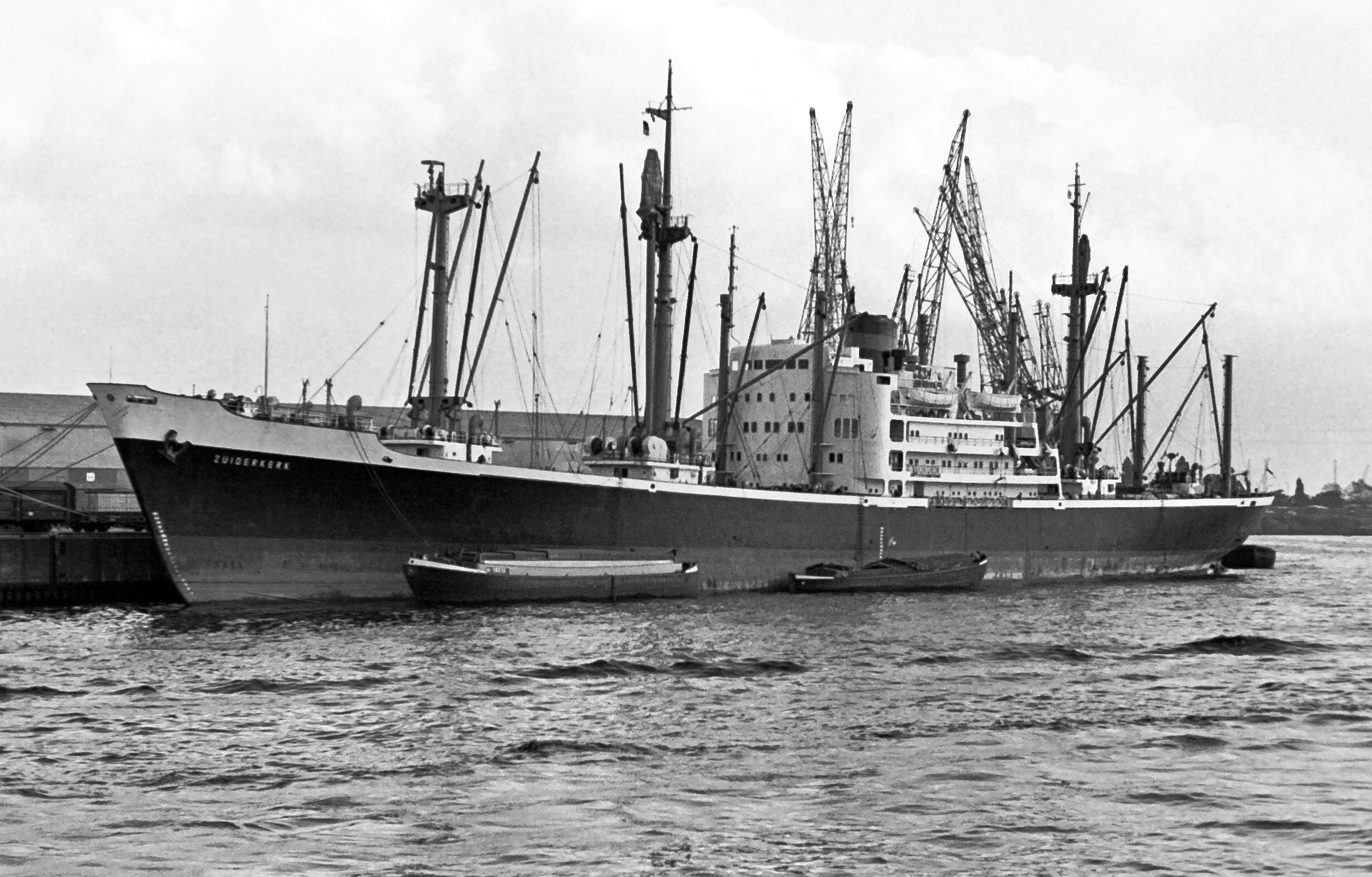
Zuiderkerk 1969 im Hamburger Hafen

Die „Z“-Klasse der  niederländischen Reederei Vereenigde Nederlandsche Scheepvaart Maatschappij bestand aus den drei Stückgutschiffen Zuiderkerk, Zaankerk und Zonnekerk.

## Geschichte

### Bau
Der Schiffstyp wurde in den Jahren 1956/57 von den Werften P. Smit Jr. in Rotterdam, C. van der Giessen & Zonen in Krimpen aan den IJssel und den Howaldtswerke in Hamburg für den Liniendienst der VNS gebaut. Am 6. Februar 1957 konnte die Reederei das Typschiff Zuiderkerk von der Werft P. Smit Jr. übernehmen. Die beiden anderen Schiffe des Trios, die Zaankerk und Zonnekerk, wurden noch im selben Jahr abgeliefert. Eine Besonderheit bildete die Zuiderkerk, die von der Reederei Nederlandsche Tank & Paketvaart Maatschappij besessen, aber im VNS-Dienst eingesetzt wurde. Ihren Namen erhielt die Baureihe von den Namen der Schiffe, die ausnahmslos mit „Z“ begannen.

### Einsatz der Schiffe
Die Schiffe wurden von Europa auf den Fernrouten der VNS nach Australien und Neuseeland eingesetzt. In der Hauptsache bestand die Ladung aus Stückgütern aller Art, auch wurden einzelne Schwergutladungen übernommen und nennenswerte Zahlen an Passagieren befördert. Die beiden VNS-Schiffe gingen bei der Fusion am 20. Januar 1970 mit den Reedereien Stoomvaart Maatschappij „Nederland“, Koninklijke Rotterdamsche Lloyd und Koninklijke Java-China-Paketvaart Lijnen in das gemeinsame Eigentum der neuen Nederlandsche Scheepvaart Unie (NSU) über, die Zuiderkerk wurde zum 1. Juli 1970 an die NSU veräußert. Die Schiffe blieben bis 1977/78 bei der NSU, beziehungsweise deren Nachfolgegesellschaft Nedlloyd und wurden dann an andere Reedereien veräußert. Bei den jeweiligen späteren Eignern blieben die Schiffe bis Mitte der 1980er Jahre in Fahrt und wurden dann abgebrochen.

## Technik
Die Auslegung der Schiffe mit etwas achterlicher als mittschiffs liegenden Aufbauten und konventionellem Ladegeschirr aus Leichtladebäumen und einem Schwergutbaum unterschied sich nicht grundlegend von zeitgenössischen Linienfrachtern. Die rund 155 Meter langen und rund 20 Meter auf Spanten breiten Schiffe besaßen sechs Laderäume mit Zwischendeck, deren Kornraum 18.334 Kubikmeter und Ballenraum 16.600 Kubikmeter betrug. Merkmale der Baureihe waren, neben der leistungsfähigen Antriebsanlage mit Hauptmotoren von Stork und Smit-B&W mit jeweils 9000 PS, die vielseitigen Ladungseinrichtungen. So waren alle Schiffe beim Bau mit herkömmlichen Ladebäumen und mit einem 120-Tonnen-Schwergutgeschirr zur Übernahme von Schwergut ausgerüstet.

## Die Schiffe (Auswahl)
| VNS „Z“-Klasse                      | VNS „Z“-Klasse       | VNS „Z“-Klasse | VNS „Z“-Klasse  | VNS „Z“-Klasse                                   | VNS „Z“-Klasse |
| Bauname                             | Bauwerft/ Baunummer  | IMO-Nummer     | Ablieferung     | Auftraggeber                                     | Spätere Namen und Verbleib |
| ----------------------------------- | -------------------- | -------------- | --------------- | ------------------------------------------------ | --- |
| Zuiderkerk                          | P. Smit Jr./-        | 5399286        | 6. Februar 1957 | Nederlandsche Tank & Paketvaart Maatschappij     | 1977 Transworld Goliath, Juli 1982 in Igoumenitsa aufgelegt, am 14. Dezember zum Abbruch in Fuzhou eingetroffen                                                         |
| Zaankerk                            | Howaldtswerke/-      | 5397460        | 9. März 1957    | Vereenigde Nederlandsche Scheepvaartmaatschappij | 1978 Holystar, am 11. September 1980 auf der Reise von Dünkirchen nach Annaba nach Grundberührung gesunken, später gehoben und ab 4. Mai 1981 in Cartagena verschrottet |
| Zonnekerk                           | C. Van der Giessen/- | 5399169        | 29. Juni 1957   | Vereenigde Nederlandsche Scheepvaartmaatschappij | 1977 Nedlloyd Zonnekerk, 1977 Good Skipper, 1982 Good Skipper I, am 17. Dezember 1983 zur Verschrottung in Bushire angekommen (andere Quelle: 22. März 1984 in Alang)   |
| Daten: Lloyd's Register of Shipping |                      |                |                 |                                                  | |